# Бурковський Анатолій Трохимович
Анатолій Трохимович Бурковський (нар. 26 лютого (10 березня) 1916, Новоград-Волинський — 17 жовтня 1985, Кіровоград) — Герой Радянського Союзу, в роки німецько-радянської війни командир батальйону 935-го стрілецького полку 306-ї Червонопрапорної стрілецької дивізії 43-ї армії 1-го Прибалтійського фронту, майор.

## Біографія
Народився 10 березня 1916 року в місті Новоград-Волинський Житомирської області в родині робітника. Українець. Закінчив школу-семирічку, Київський газетний технікум, у 1938 році — історичний факультет Харківського педагогічного інституту. Працював директором середньої школи в селі Дубрівка Баранівського району Житомирської області.
У червні 1941 року призваний до лав Червоної Армії. У боях німецько-радянської війни з 1941 року. Воював на Південно-Західному, Калінінському і 1-му Прибалтійському фронтах. Був тричі поранений. Член КПРС з 1942 року.
У жовтні та листопаді 1944 року майор А. Т. Бурковський брав участь у штурмі Клайпеди, в боях за Лієпаю, в ліквідації Курляндське угруповання противника. 22 грудня 1944 року був важко поранений.
Указом Президії Верховної Ради СРСР від 24 березня 1945 року за мужність, героїзм і високу військову майстерність, проявлені в боях при звільненні Латвії майору Бурковського Анатолію Трохимовичу присвоєне звання Героя Радянського Союзу із врученням ордена Леніна й медалі «Золота Зірка» (№ 7303).
З жовтня 1945 року майор А. Т. Бурковський — в запасі. Працював спочатку заступником начальника Новоград-Волинського відділу військторгу.
З 1949 по 1951 рік — завідувач торгового відділу Дрогобицького обласного виконавчого комітету, з 1951 по 1953 роки — завідувач планово-фінансово-торгового відділу Дрогобицького обкому Компартії України, з 1953 по 1954 роки — начальник Дрогобицького міжобласного управління «Головчормету», з 1954 по 1959 роки — голова правління Дрогобицької обласної споживчої спілки (обласного союзу споживчої кооперації).
Потім працював директором професійно-технічного училища кооперації. Жив у Кіровограді. Помер 17 жовтня 1985 року. Похований у Кіровограді у Пантеоні Вічної Слави.

## Нагороди
Нагороджений орденами Леніна (24.03.45), Червоного Прапора (03.09.44), Трудового Червоного Прапора, Вітчизняної війни 1-го ступеня (06.04.85), двома орденами «Знак Пошани», медаллю «За відвагу» (07.06.43), іншими медалями.
У місті Новоград-Волинський встановлена меморіальна дошка Герою.